# Siergiej Sawin
Siergiej Aleksandrowicz Sawin (ros. Сергей Александрович Савин; ur. 7 października 1988 w Uralsku) – rosyjski siatkarz grający na pozycji przyjmującego, reprezentant Rosji. Od sezonu 2015/2016 występuje w drużynie Lokomotiw Nowosybirsk.

## Sukcesy klubowe
Puchar CEV:
- 2014[1]

Mistrzostwo Rosji:
- 2020
- 2017, 2021

## Sukcesy reprezentacyjne
Letnia Uniwersjada:
- 2013[2]

Memoriał Huberta Jerzego Wagnera:
- 2014